# Crematogaster

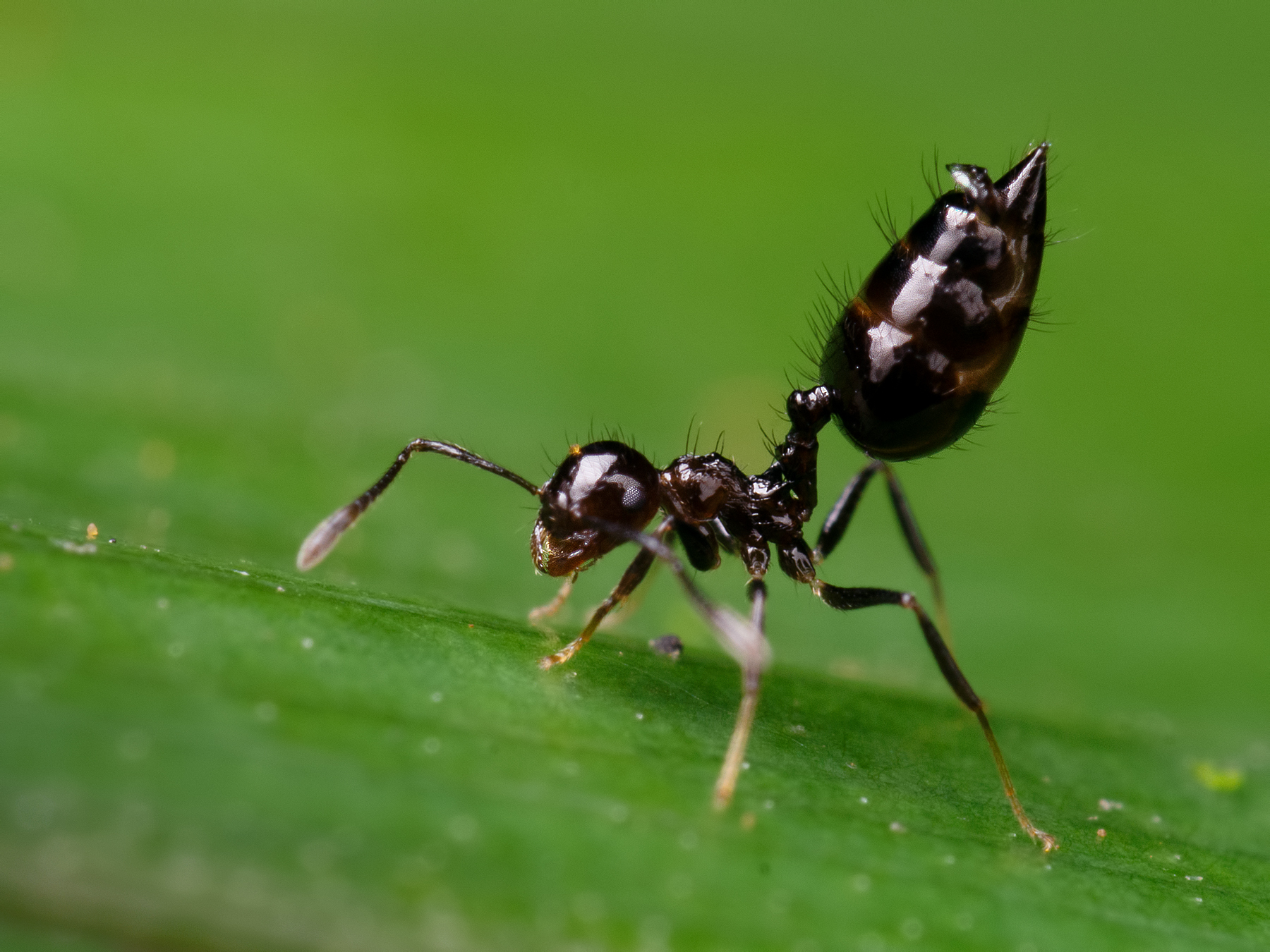
Crematogaster em pose defensiva, em Salto Morato, Paraná.

Crematogaster é um gênero de formigas da subfamília Myrmicinae.

## Espécies
- C. abdominalis Motschoulsky, 1863
- C. aberrans Forel, 1892
- C. abrupta Mann, 1919
- C. abstinens Forel, 1899
- C. acaciae Forel, 1892
- C. aculeata Donisthorpe, 1941
- C. acuta Fabricius, 1804
- C. adrepens Forel, 1897
- C. aegyptiaca Mayr, 1862
- C. affabilis Forel, 1907
- C. afghanica Forel, 1967
- C. africana Mayr, 1895
- C. agnetis Forel, 1892
- C. agniae Karavaiev, 1935
- C. agnita Wheeler, 1934
- C. aitkenii Forel, 1902
- C. algirica Lucas, 1849
- C. alluaudi Emery, 1893
- C. aloysiisabaudiae Menozzi, 1930
- C. alulai Emery, 1901
- C. amabilis Santschi, 1911
- C. amapaensis Kempf, 1960
- C. ambigua Santschi, 1926
- C. amita Forel, 1913
- C. ampullaris Smith, 1861
- C. ancipitula Forel, 1917
- C. angulosa Andre, 1896
- C. angusticeps Santschi, 1911
- C. antaris Forel, 1894
- C. anthracina Smith, 1857
- C. apicalis Motschoulsky, 1878
- C. arata Emery, 1906
- C. arcuata Forel, 1899
- C. arizonensis Wheeler, 1908
- C. armandi Forel, 1921
- C. arnoldi Forel, 1914
- C. aroensis Menozzi, 1935
- C. arthurimuelleri Forel, 1894
- C. ashmeadi Mayr, 1886
- C. atitlanica Wheeler, 1936
- C. atkinsoni Wheeler, 1919
- C. atra Mayr, 1870
- C. auberti Emery, 1869
- C. augusti Emery, 1895
- C. aurita Karavaiev, 1935
- C. australis Mayr, 1876
- C. baduvi Forel, 1912
- C. bakeri Menozzi, 1925
- C. barbouri Weber, 1934
- C. batesi Forel, 1911
- C. bequaerti Forel, 1913
- C. betapicalis Smith, 1995
- C. bicolor Smith, 1860
- C. biformis Andre, 1892
- C. binghamii Forel, 1904
- C. bingo Forel, 1908
- C. biroi Mayr, 1897
- C. bison Forel, 1913
- C. boera Ruzsky, 1926
- C. bogojawlenskii Ruzsky, 1905
- C. boliviana Wheeler, 1922
- C. borneensis Andre, 1896
- C. brasiliensis Mayr, 1878
- C. brevimandibularis Donisthorpe, 1943
- C. brevis Emery, 1887
- C. brevispinosa Mayr, 1870
- C. breviventris Santschi, 1920
- C. browni Buren, 1968
- C. bruchi Forel, 1912
- C. brunnea Smith, 1857
- C. brunneipennis Andre, 1890
- C. brunnescens Motschoulsky, 1863
- C. buchneri Forel, 1894
- C. buddhae Forel, 1902
- C. butteli Forel, 1913
- C. californica Wheeler, 1919
- C. capensis Mayr, 1862
- C. captiosa Forel, 1911
- C. carinata Mayr, 1862
- C. castanea Smith, 1858
- C. censor Forel, 1910
- C. cephalotes Smith, 1857
- C. cerasi Fitch, 1855
- C. chiarinii Emery, 1881
- C. chlorotica Emery, 1899
- C. chopardi Bernard, 1950
- C. chungi Brown, 1949
- C. cicatriculosa Roger, 1863
- C. clariventris Mayr, 1895
- C. clydia Forel, 1912
- C. coarctata Mayr, 1870
- C. coelestis Santschi, 1911
- C. colei Buren, 1968
- C. concava Emery, 1899
- C. constructor Emery, 1895
- C. coriaria Mayr, 1872
- C. cornigera Forel, 1902
- C. cornuta Crawley, 1924
- C. corporaali Santschi, 1928
- C. corticicola Mayr, 1887
- C. corvina Mayr, 1870
- C. crassicornis Emery, 1893
- C. crinosa Mayr, 1862
- C. cristata Santschi, 1929
- C. curvispinosa Mayr, 1862
- C. cuvierae Donisthorpe, 1945
- C. cylindriceps Wheeler, 1927
- C. dahlii Forel, 1901
- C. daisyi Forel, 1901
- C. dalyi Forel, 1902
- C. decamera Forel, 1910
- C. degeeri Forel, 1886
- C. delagoensis Forel, 1894
- C. delitescens Wheeler, 1921
- C. dentinodis Forel, 1901
- C. depilis Wheeler, 1919
- C. depressa (Latreille, 1802)
- C. descarpentriesi Santschi, 1928
- C. descolei Kusnezov, 1949
- C. desecta Forel, 1911
- C. desperans Forel, 1914
- C. difformis Smith, 1857
- C. diffusa (Jerdon, 1851)
- C. dispar Forel, 1902
- C. distans Mayr, 1870
- C. dohrni Mayr, 1879
- C. dolens Forel, 1910
- C. donisthorpei Santschi, 1934
- C. dorsidens Santschi, 1925
- C. dubia Karavaiev, 1935
- C. ebenina Forel, 1902
- C. edentula Santschi, 1914
- C. egidyi Forel, 1903
- C. egregior Forel, 1912
- C. elegans Smith, 1859
- C. elysii Mann, 1919
- C. emeryana Creighton, 1950
- C. emeryi Forel, 1907
- C. emmae Forel, 1891
- C. enneamera Emery, 1900
- C. ensifera Forel, 1910
- C. erecta Mayr, 1866
- C. esterelana (Bernard, 1978)
- C. eurydice Forel, 1915
- C. euterpe Santschi, 1922
- C. evallans Forel, 1907
- C. excisa Mayr, 1895
- C. ferrarii Emery, 1888
- C. flavicornis Emery, 1897
- C. flavitarsis Emery, 1900
- C. foraminiceps Santschi, 1913
- C. formosa Mayr, 1870
- C. foxi Mann, 1919
- C. fraxatrix Forel, 1911
- C. fritzi Emery, 1901
- C. frivola Forel, 1902
- C. fruhstorferi Emery, 1901
- C. fuentei Menozzi, 1922
- C. fulmeki Forel, 1922
- C. fusca Mayr, 1876
- C. gabonensis Emery, 1899
- C. gallicola Forel, 1894
- C. gambiensis Andre, 1889
- C. gavapiga Menozzi, 1935
- C. gerstaeckeri Dalla Torre, 1892
- C. gibba Emery, 1894
- C. gratiosa Santschi, 1926
- C. grevei Forel, 1891
- C. gutenbergi Santschi, 1914
- C. heathi Mann, 1916
- C. hemiceros Santschi, 1926
- C. hespera Buren, 1968
- C. hezaradjatica Pisarski, 1967
- C. himalayana Forel, 1902
- C. hogsoni Forel, 1902
- C. homeri Forel, 1913
- C. hottentota Emery, 1899
- C. hova Forel, 1887
- C. huberi Forel, 1907
- C. iheringi Forel, 1908
- C. ilgii Forel, 1910
- C. impressa Emery, 1899
- C. impressiceps Mayr, 1902
- C. inca Wheeler, 1925
- C. inconspicua Mayr, 1896
- C. incorrecta Santschi, 1917
- C. indefensa Kempf, 1968
- C. inermis Mayr, 1862
- C. inflata Smith, 1857
- C. innocens Forel, 1911
- C. inops Forel, 1892
- C. insularis Smith, 1859
- C. ionia Forel, 1911
- C. iridipennis Smith, 1865
- C. irritabilis Smith, 1860
- C. isolata Buren, 1968
- C. jacobsoni Forel, 1911
- C. javanica Menozzi, 1935
- C. jeanneli Santschi, 1914
- C. jehovae Forel, 1907
- C. jullieni Santschi, 1910
- C. juventa Santschi, 1926
- C. kachelibae Arnold, 1954
- C. karawaiewi Menozzi, 1935
- C. kasaiensis Forel, 1913
- C. kelleri Forel, 1891
- C. kirbii (Sykes, 1835)
- C. kneri Mayr, 1862
- C. kohli Forel, 1909
- C. kutteri Viehmeyer, 1924
- C. laboriosa Smith, 1874
- C. laestrygon Emery, 1869
- C. laeviceps Smith, 1858
- C. laevis Mayr, 1878
- C. laevissima Smith, 1860
- C. laeviuscula Mayr, 1870
- C. lamottei Bernard, 1953
- C. lango Weber, 1943
- C. larreae Buren, 1968
- C. latuka Weber, 1943
- C. laurenti Forel, 1909
- C. ledouxi Soulie, 1961
- C. libengensis Stitz, 1916
- C. liengmei Forel, 1894
- C. limata Smith, 1858
- C. lineolata (Say, 1836)
- C. litoralis Arnold, 1955
- C. lobata Emery, 1895
- C. longiceps Forel, 1910
- C. longiceps Santschi, 1910
- C. longiclava Emery, 1893
- C. longipilosa Forel, 1907
- C. longispina Emery, 1890
- C. lorteti Forel, 1910
- C. lotti Weber, 1943
- C. lucayana Wheeler, 1905
- C. luctans Forel, 1907
- C. lutzi Forel, 1905
- C. macracantha Creighton, 1945
- C. madagascariensis Andre, 1887
- C. madecassa Emery, 1895
- C. magitae Forel, 1910
- C. magnifica Santschi, 1925
- C. major Donisthorpe, 1941
- C. manni Buren, 1968
- C. margaritae Emery, 1895
- C. marioni Buren, 1968
- C. marthae Forel, 1892
- C. matsumurai Forel, 1901
- C. meijerei Emery, 1911
- C. melanogaster Emery, 1895
- C. menilekii Forel, 1894
- C. mesonotalis Emery, 1911
- C. microspina Menozzi, 1942
- C. millardi Forel, 1902
- C. mimicans Donisthorpe, 1932
- C. mimosae Santschi, 1914
- C. minutissima Mayr, 1870
- C. misella Arnold, 1920
- C. mjobergi Forel, 1915
- C. modiglianii Emery, 1900
- C. montezumia Smith, 1858
- C. monticola Arnold, 1920
- C. moorei Donisthorpe, 1941
- C. moqorensis Pisarski, 1967
- C. mormonum Wheeler, 1919
- C. mottazi Santschi, 1928
- C. mucronata Emery, 1900
- C. muralti Forel, 1910
- C. mutans Buren, 1968
- C. myops Forel, 1911
- C. natalensis Forel, 1910
- C. navajoa Buren, 1968
- C. nesiotis Mann, 1919
- C. neuvillei Forel, 1907
- C. nigeriensis Santschi, 1914
- C. nigrans Forel, 1915
- C. nigriceps Emery, 1897
- C. nigronitens Santschi, 1917
- C. nigropilosa Mayr, 1870
- C. nocturna Buren, 1968
- C. oasium Santschi, 1911
- C. obnigra Mann, 1919
- C. obscura Smith, 1857
- C. obscurior Dalla Torre, 1892
- C. ochracea Mayr, 1862
- C. ochraceiventris Stitz, 1916
- C. onusta Stitz, 1925
- C. opaca Mayr, 1870
- C. opaciceps Mayr, 1901
- C. opuntiae Buren, 1968
- C. ornatipilis Wheeler, 1918
- C. orobia Santschi, 1919
- C. osakensis Forel, 1900
- C. oscaris Forel, 1910
- C. overbecki Viehmeyer, 1916
- C. oxygynoides Santschi, 1934
- C. painei Donisthorpe, 1945
- C. pallida Lowne, 1865
- C. pallipes Mayr, 1862
- C. paolii Menozzi, 1930
- C. paradoxa Emery, 1894
- C. parallela Santschi, 1925
- C. patei Buren, 1968
- C. pauciseta Emery, 1899
- C. pauli Emery, 1901
- C. pellens Walker, 1859
- C. perelegans Forel, 1902
- C. peringueyi Emery, 1895
- C. peristerica Menozzi, 1925
- C. perthensis Crawley, 1922
- C. peruviana (Wheeler, 1922)
- C. petiolidens Forel, 1916
- C. phoenica Santschi, 1915
- C. phoenix Santschi, 1921
- C. pia Forel, 1911
- C. pilosa Emery, 1895
- C. polita Smith, 1865
- C. politula Forel, 1902
- C. polymnia Santschi, 1922
- C. popohana Forel, 1912
- C. praecursor Emery, 1891
- C. pseudinermis Viehmeyer, 1923
- C. pulchella Bernard, 1953
- C. punctulata Emery, 1895
- C. pusilla (Heer, 1850)
- C. pygmaea Forel, 1904
- C. pythia Forel, 1915
- C. quadriformis Roger, 1863
- C. quadrispinosa Roger, 1863
- C. queenslandica Forel, 1902
- C. ralumensis Forel, 1901
- C. ranavalonae Forel, 1887
- C. ransonneti Mayr, 1868
- C. rasoherinae Forel, 1891
- C. rectinota Forel, 1913
- C. recurva Emery, 1897
- C. resulcata Bolton, 1995
- C. retifera Santschi, 1926
- C. rifelna Buren, 1968
- C. rivai Emery, 1897
- C. rogenhoferi Mayr, 1879
- C. rogeri Emery, 1922
- C. rossi Buren, 1968
- C. rothneyi Mayr, 1879
- C. rudis Emery, 1894
- C. rufa (Jerdon, 1851)
- C. rufigena Arnold, 1958
- C. rufotestacea Mayr, 1876
- C. rugosa Andre, 1895
- C. rugosior Santschi, 1910
- C. ruspolii Forel, 1892
- C. russoi Menozzi, 1930
- C. rustica Santschi, 1935
- C. sagei Forel, 1902
- C. sanguinea Roger, 1863
- C. santschii Forel, 1913
- C. saussurei Forel, 1899
- C. scapamaris Santschi, 1922
- C. scelerata Santschi, 1917
- C. schencki Forel, 1891
- C. schimmeri Forel, 1912
- C. schmidti (Mayr, 1853)
- C. schultzei Forel, 1910
- C. scita Forel, 1902
- C. sculpturata Pergande, 1896
- C. scutellaris (Olivier, 1792)
- C. semperi Emery, 1893
- C. senegalensis Roger, 1863
- C. sewellii Forel, 1891
- C. similis Stitz, 1911
- C. simoni Emery, 1893
- C. skounensis Soulie, 1961
- C. solenopsides Emery, 1899
- C. solers Forel, 1910
- C. sordidula (Nylander, 1849)
- C. sorokini Ruzsky, 1905
- C. soror Forel, 1902
- C. spengeli Forel, 1912
- C. stadelmanni Mayr, 1895
- C. steinheili Forel, 1881
- C. stenocephala Emery, 1922
- C. stethogompha Wheeler, 1919
- C. stigmata Santschi, 1914
- C. stollii Forel, 1885
- C. striatula Emery, 1892
- C. subcircularis Mayr, 1879
- C. subdentata Mayr, 1877
- C. subnuda Mayr, 1879
- C. sumichrasti Mayr, 1870
- C. tarsata Smith, 1865
- C. terminalis (Shuckard, 1838)
- C. tetracantha Emery, 1887
- C. theta Forel, 1911
- C. togoensis Donisthorpe, 1945
- C. torosa Mayr, 1870
- C. transiens Forel, 1913
- C. transvaalensis Forel, 1894
- C. trautweini Viehmeyer, 1914
- C. travancorensis Forel, 1902
- C. treubi Emery, 1896
- C. tumidula Emery, 1900
- C. udo Forel, 1905
- C. unciata Santschi, 1925
- C. ustiventris Menozzi, 1935
- C. vandeli Soulie, 1961
- C. vandermeermohri Menozzi, 1930
- C. vermiculata Emery, 1895
- C. victima Smith, 1858
- C. vidua Santschi, 1928
- C. vitalisi Menozzi, 1925
- C. voeltzkowi Forel, 1907
- C. vulcania Santschi, 1913
- C. walshi Forel, 1902
- C. warburgi Menozzi, 1933
- C. wasmanni Santschi, 1910
- C. weberi Emery, 1911
- C. wellmani Forel, 1909
- C. werneri Mayr, 1907
- C. wheeleri Mann, 1919
- C. whitei Wheeler, 1915
- C. wilwerthi Santschi, 1910
- C. wroughtonii Forel, 1902
- C. xerophila Wheeler, 1915
- C. yappi Forel, 1901
- C. zavattarii Menozzi, 1926
- C. zonacaciae Weber, 1943